# Magnetorresistência colossal
A magnetorresistência colossal (MRC) é a propriedade de alguns materiais (principalmente óxidos com estrutura de perovskita baseados em manganês) que lhes permite mudar consideravelmente a sua resistência eléctrica em presença de um campo magnético, superior à magnetorresistência convencional, em várias ordens de magnitude.
Descoberta pela primeira vez em 1993, não existe uma explicação plausível para esta propriedade que se baseie nas teorias físicas actuais, sendo por isso um foco de uma intensa actividade de investigação. A compreensão e a aplicação da MRC poderá oferecer grandes oportunidades para o desenvolvimento da spintrônica.